# Premio John W. Campbell Memorial
El Premio John W. Campbell Memorial es un prestigioso premio literario de ciencia ficción estadounidense que entrega el Centro de Estudios de la Ciencia ficción de la Universidad de Kansas, establecido en memoria del influyente editor de la revista Astounding John W. Campbell. El premio fue creado en 1972 por los escritores Harry Harrison y Brian W. Aldiss para homenajear al por entonces recientemente fallecido Campbell.
Está considerado como uno de los cuatro grandes premios del género, junto con los Premios Hugo, Nébula y Locus.

## Ganadores y nominados

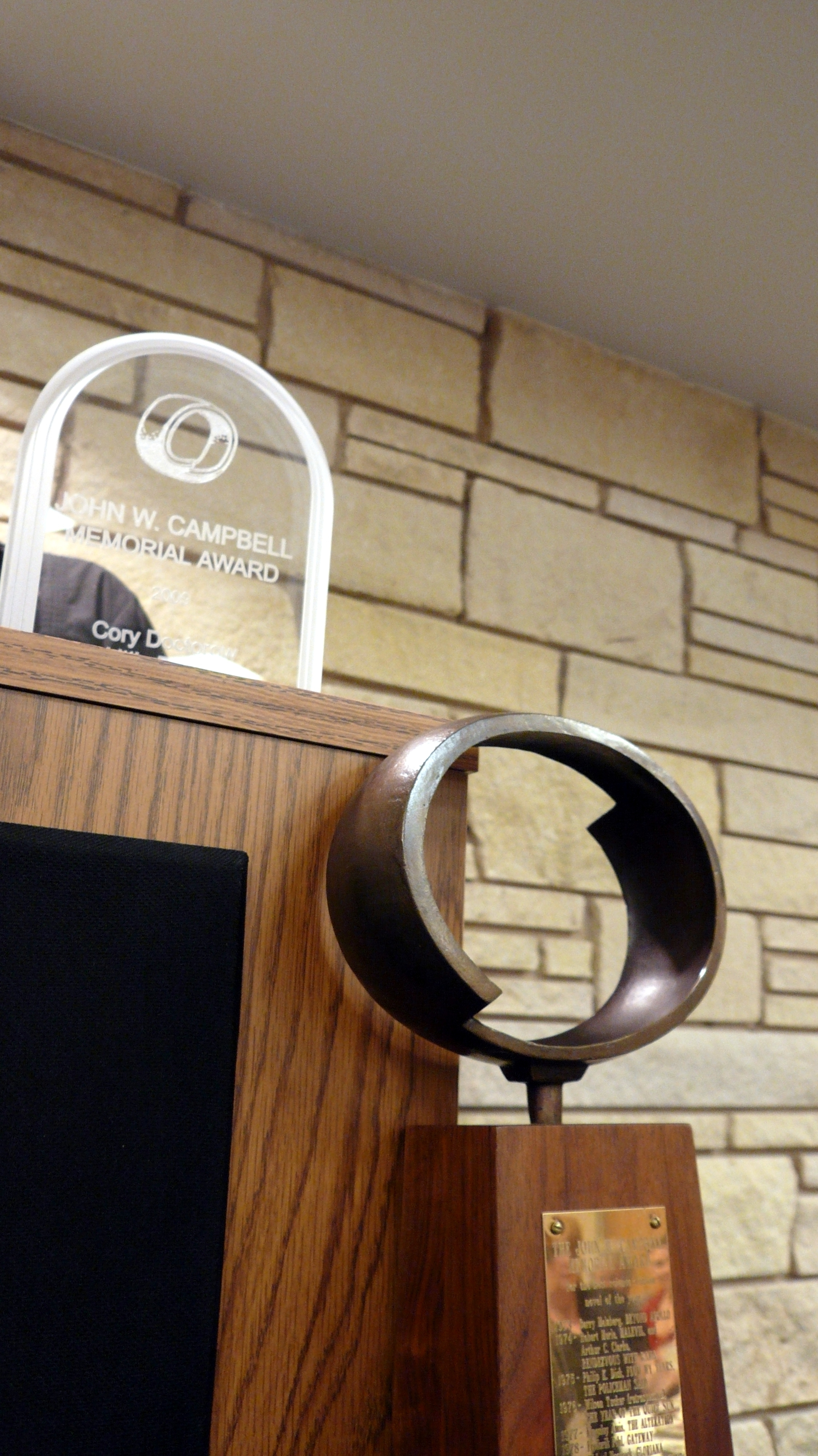
Imágenes de los trofeos permanente e individual John W. Campbell Memorial a la mejor novela de ciencia ficción (a Cory Doctorow por Pequeño hermano, 2009).

En la tabla siguiente, los años corresponden a la fecha de la ceremonia, no a la fecha de publicación de la obra. Las entradas con un fondo azul y un asterisco (*) junto al nombre del escritor indican el ganador del premio; aquellas con un fondo claro son el resto de finalistas.
  *   Ganadores
  +   Premio desierto
| Año  | Autor                          | Novela                                                | Ref.   |
| ---- | ------------------------------ | ----------------------------------------------------- | ------ |
| 1973 | Barry N. Malzberg*             | Beyond Apollo                                         | [ 5 ]  |
| 1973 | James E. Gunn                  | The Listeners                                         | [ 5 ]  |
| 1973 | Christopher Priest             | Fuga para una isla                                    | [ 5 ]  |
| 1974 | Robert Merle*                  | Malevil                                               | [ 6 ]  |
| 1974 | Arthur C. Clarke*              | Cita con Rama                                         | [ 6 ]  |
| 1974 | Ian Watson                     | The Embedding                                         | [ 6 ]  |
| 1974 | Peter Dickinson                | The Green Gene                                        | [ 6 ]  |
| 1975 | Philip K. Dick*                | Fluyan mis lágrimas, dijo el policía                  | [ 7 ]  |
| 1975 | Ursula K. Le Guin              | Los desposeídos                                       | [ 7 ]  |
| 1976 | (desierto)+                    |                                                       | [ 8 ]  |
| 1976 | Robert Silverberg              | El hombre estocástico                                 | [ 8 ]  |
| 1976 | Bob Shaw                       | Orbitsville                                           | [ 8 ]  |
| 1977 | Kingsley Amis*                 | La alteración                                         | [ 9 ]  |
| 1977 | Frederik Pohl                  | Homo plus                                             | [ 9 ]  |
| 1977 | Kate Wilhelm                   | La estación del crepúsculo                            | [ 9 ]  |
| 1978 | Frederik Pohl*                 | Pórtico                                               | [ 10 ] |
| 1978 | Arkadi y Borís Strugatski      | Pícnic extraterrestre / Leyendas de la Troika         | [ 10 ] |
| 1978 | Philip K. Dick                 | Una mirada a la oscuridad                             | [ 10 ] |
| 1979 | Michael Moorcock*              | Gloriana                                              | [ 11 ] |
| 1979 | Paddy Chayefsky                | Estados alterados                                     | [ 11 ] |
| 1979 | Donald R. Bensen               | And Having Writ...                                    | [ 11 ] |
| 1980 | Thomas M. Disch*               | En alas de la canción                                 | [ 12 ] |
| 1980 | John Crowley                   | El verano del pequeño San John                        | [ 12 ] |
| 1980 | J. G. Ballard                  | Compañía de sueños ilimitada                          | [ 12 ] |
| 1981 | Gregory Benford*               | Cronopaisaje                                          | [ 13 ] |
| 1981 | Damien Broderick               | The Dreaming Dragons                                  | [ 13 ] |
| 1981 | Gene Wolfe                     | La sombra del torturador                              | [ 13 ] |
| 1982 | Russell Hoban*                 | Dudo errante                                          | [ 14 ] |
| 1983 | Brian W. Aldiss*               | Heliconia primavera                                   | [ 15 ] |
| 1983 | Michael Bishop                 | Sólo un enemigo: el tiempo                            | [ 15 ] |
| 1984 | Gene Wolfe*                    | La ciudadela del autarca                              | [ 16 ] |
| 1984 | John Calvin Batchelor          | El nacimiento de la República Popular de la Antártida | [ 16 ] |
| 1984 | John Thomas Sladek             | Tik-Tok                                               | [ 16 ] |
| 1985 | Frederik Pohl*                 | Los años de la ciudad                                 | [ 17 ] |
| 1985 | Lucius Shepard                 | Ojos verdes                                           | [ 17 ] |
| 1985 | William Gibson                 | Neuromante                                            | [ 17 ] |
| 1986 | David Brin*                    | El cartero                                            | [ 18 ] |
| 1986 | Kurt Vonnegut                  | Galápagos                                             | [ 18 ] |
| 1986 | Greg Bear                      | Música en la sangre                                   | [ 18 ] |
| 1986 | Keith Roberts                  | Tierra de cometas                                     | [ 18 ] |
| 1987 | Joan Slonczewski*              | A Door into Ocean                                     | [ 19 ] |
| 1987 | James K. Morrow                | This Is the Way the World Ends                        | [ 19 ] |
| 1987 | Orson Scott Card               | La voz de los muertos                                 | [ 19 ] |
| 1988 | Connie Willis*                 | Los sueños de Lincoln                                 | [ 20 ] |
| 1988 | George Turner                  | Las torres del olvido                                 | [ 20 ] |
| 1988 | Geoff Ryman                    | El país irredento                                     | [ 20 ] |
| 1989 | Bruce Sterling*                | Islas en la red                                       | [ 21 ] |
| 1989 | Kim Stanley Robinson           | La costa dorada                                       | [ 21 ] |
| 1989 | Anne McCaffrey                 | El amanecer del dragón                                | [ 21 ] |
| 1990 | Geoff Ryman*                   | El jardín de infancia                                 | [ 22 ] |
| 1990 | K. W. Jeter                    | Farewell Horizontal                                   | [ 22 ] |
| 1990 | John Kessel                    | American Apocalypse (TM)                              | [ 22 ] |
| 1991 | Kim Stanley Robinson*          | Pacific Edge                                          | [ 23 ] |
| 1991 | Greg Bear                      | Reina de los ángeles                                  | [ 23 ] |
| 1991 | James K. Morrow                | Su hija unigénita                                     | [ 23 ] |
| 1992 | Bradley Denton*                | Buddy Holly Is Alive and Well on Ganymede             | [ 24 ] |
| 1992 | William Gibson                 | La máquina diferencial                                | [ 24 ] |
| 1992 | Bruce Sterling                 | La máquina diferencial                                | [ 24 ] |
| 1992 | Charles Platt                  | The Silicon Man                                       | [ 24 ] |
| 1992 | Michael Swanwick               | Las estaciones de la marea                            | [ 24 ] |
| 1993 | Charles Sheffield*             | Brother to Dragons                                    | [ 25 ] |
| 1993 | Sheri S. Tepper                | Sideshow                                              | [ 25 ] |
| 1993 | Vernor Vinge                   | Un fuego sobre el abismo                              | [ 25 ] |
| 1994 | (desierto)+                    |                                                       | [ 26 ] |
| 1994 | Nancy Kress                    | Mendigos en España                                    | [ 26 ] |
| 1994 | Greg Bear                      | Marte se mueve                                        | [ 26 ] |
| 1995 | Greg Egan*                     | Ciudad permutación                                    | [ 27 ] |
| 1995 | Michael Bishop                 | Jugadas decisivas                                     | [ 27 ] |
| 1996 | Stephen Baxter*                | Las naves del tiempo                                  | [ 28 ] |
| 1996 | Neal Stephenson                | La era del diamante                                   | [ 28 ] |
| 1996 | Ian McDonald                   | Chaga                                                 | [ 28 ] |
| 1997 | Paul J. McAuley*               | El beso de Milena                                     | [ 29 ] |
| 1997 | Kim Stanley Robinson           | Marte azul                                            | [ 29 ] |
| 1997 | Mary Doria Russell             | Rakhat: La última misión de la Compañía               | [ 29 ] |
| 1998 | Joe Haldeman*                  | Paz interminable                                      | [ 30 ] |
| 1998 | Greg Bear                      | Alt 47                                                | [ 30 ] |
| 1998 | Paul Preuss                    | Secret Passages                                       | [ 30 ] |
| 1999 | George Zebrowski*              | Brute Orbits                                          | [ 31 ] |
| 1999 | Poul Anderson                  | Starfarers                                            | [ 31 ] |
| 1999 | Bruce Sterling                 | Distracción                                           | [ 31 ] |
| 2000 | Vernor Vinge*                  | Un abismo en el cielo                                 | [ 32 ] |
| 2000 | Greg Bear                      | La radio de Darwin                                    | [ 32 ] |
| 2000 | Norman Spinrad                 | Greenhouse Summer                                     | [ 32 ] |
| 2000 | Jack Williamson                | The Silicon Dagger                                    | [ 32 ] |
| 2000 | Peter Watts                    | Starfish                                              | [ 32 ] |
| 2001 | Poul Anderson*                 | Génesis                                               | [ 33 ] |
| 2001 | Mary Gentle                    | Ash: A Secret History                                 | [ 33 ] |
| 2001 | Robert J. Sawyer               | El cálculo de Dios                                    | [ 33 ] |
| 2001 | Jack McDevitt                  | Infinity Beach                                        | [ 33 ] |
| 2001 | Sheri S. Tepper                | The Fresco                                            | [ 33 ] |
| 2002 | Robert Charles Wilson*         | Los cronolitos                                        | [ 34 ] |
| 2002 | Jack Williamson*               | Terraformar la Tierra                                 | [ 34 ] |
| 2002 | Nancy Kress                    | Probability Sun                                       | [ 34 ] |
| 2002 | Ken MacLeod                    | Luz oscura                                            | [ 34 ] |
| 2002 | Jack McDevitt                  | Deepsix                                               | [ 34 ] |
| 2002 | Peter F. Hamilton              | La caída del dragón                                   | [ 34 ] |
| 2002 | C. J. Cherryh                  | Hammerfall                                            | [ 34 ] |
| 2002 | Paul Johnston                  | The House of Dust                                     | [ 34 ] |
| 2002 | Scott Mackay                   | The Meek                                              | [ 34 ] |
| 2002 | Maureen F. McHugh              | Nekropolis                                            | [ 34 ] |
| 2002 | Jon Courtenay Grimwood         | Pashazade: The First Arabesk                          | [ 34 ] |
| 2002 | Connie Willis                  | Tránsito                                              | [ 34 ] |
| 2003 | Nancy Kress*                   | Probability Space                                     | [ 35 ] |
| 2003 | David Brin                     | Gente de barro                                        | [ 35 ] |
| 2003 | Robert J. Sawyer               | Homínidos                                             | [ 35 ] |
| 2003 | Michael Swanwick               | Atrapados en la prehistoria                           | [ 35 ] |
| 2003 | Brian Stableford               | Dark Ararat                                           | [ 35 ] |
| 2003 | John C. Wright                 | La edad de oro                                        | [ 35 ] |
| 2003 | Steven Barnes                  | Lion's Blood                                          | [ 35 ] |
| 2003 | Christopher Priest             | El último día de la guerra                            | [ 35 ] |
| 2003 | Sheri S. Tepper                | The Visitor                                           | [ 35 ] |
| 2003 | Greg Bear                      | Vitales                                               | [ 35 ] |
| 2004 | Jack McDevitt*                 | Omega                                                 | [ 36 ] |
| 2004 | Justina Robson                 | Historia natural                                      | [ 36 ] |
| 2004 | Philip Baruth                  | The X President                                       | [ 36 ] |
| 2004 | Kay Kenyon                     | The Braided World                                     | [ 36 ] |
| 2004 | Syne Mitchell                  | The Changeling Plague                                 | [ 36 ] |
| 2004 | Sheri S. Tepper                | The Companions                                        | [ 36 ] |
| 2004 | Greg Bear                      | Los niños de Darwin                                   | [ 36 ] |
| 2004 | Max Barry                      | Jennifer Government                                   | [ 36 ] |
| 2004 | Linda Nagata                   | Memory                                                | [ 36 ] |
| 2004 | John Varley                    | Trueno rojo                                           | [ 36 ] |
| 2004 | Robert Reed                    | Sister Alice                                          | [ 36 ] |
| 2004 | Mike Brotherton                | Star Dragon                                           | [ 36 ] |
| 2004 | Amy Thomson                    | Storyteller                                           | [ 36 ] |
| 2004 | James Lovegrove                | Untied Kingdom                                        | [ 36 ] |
| 2004 | Michael F. Flynn               | El naufragio de "El río de las estrellas"             | [ 36 ] |
| 2005 | Richard Morgan*                | Leyes de mercado                                      | [ 37 ] |
| 2005 | Geoff Ryman                    | Aire                                                  | [ 37 ] |
| 2005 | Audrey Niffenegger             | La mujer del viajero en el tiempo                     | [ 37 ] |
| 2005 | Frederik Pohl                  | The Boy Who Would Live Forever                        | [ 37 ] |
| 2005 | Louise Marley                  | The Child Goddess                                     | [ 37 ] |
| 2005 | Karen Traviss                  | City of Pearl                                         | [ 37 ] |
| 2005 | John Barnes                    | Gaudeamus                                             | [ 37 ] |
| 2005 | Ken MacLeod                    | Newton's Wake                                         | [ 37 ] |
| 2005 | Philip Roth                    | La conjura contra América                             | [ 37 ] |
| 2005 | Jack Dann                      | The Rebel                                             | [ 37 ] |
| 2005 | Robert Reed                    | The Well of Stars                                     | [ 37 ] |
| 2005 | Paul J. McAuley                | White Devils                                          | [ 37 ] |
| 2006 | Robert J. Sawyer*              | Mindscan                                              | [ 38 ] |
| 2006 | Robert Charles Wilson          | Spin                                                  | [ 38 ] |
| 2006 | Ian R. MacLeod                 | Las islas del verano                                  | [ 38 ] |
| 2006 | Charles Stross                 | Accelerando                                           | [ 38 ] |
| 2006 | David Gerrold                  | Child of Earth                                        | [ 38 ] |
| 2006 | David Marusek                  | Counting Heads                                        | [ 38 ] |
| 2006 | Ken MacLeod                    | Learning the World                                    | [ 38 ] |
| 2006 | Steve Cash                     | The Meq                                               | [ 38 ] |
| 2006 | Paul J. McAuley                | Mind's Eye                                            | [ 38 ] |
| 2006 | Jack McDevitt                  | Última misión: Margolia                               | [ 38 ] |
| 2006 | Stephen Baxter                 | Transcendent                                          | [ 38 ] |
| 2006 | Karen Traviss                  | The World Before                                      | [ 38 ] |
| 2007 | Ben Bova*                      | Titán                                                 | [ 39 ] |
| 2007 | James K. Morrow                | The Last Witchfinder                                  | [ 39 ] |
| 2007 | Peter Watts                    | Visión ciega                                          | [ 39 ] |
| 2007 | Jo Walton                      | El círculo de Farthing                                | [ 39 ] |
| 2007 | Barbara Sapergia               | Dry                                                   | [ 39 ] |
| 2007 | Charles Stross                 | La casa de cristal                                    | [ 39 ] |
| 2007 | David Louis Edelman            | Infoquake                                             | [ 39 ] |
| 2007 | Justina Robson                 | Living Next Door to the God of Love                   | [ 39 ] |
| 2007 | M. John Harrison               | Nova Swing                                            | [ 39 ] |
| 2007 | Jack McDevitt                  | Odisea                                                | [ 39 ] |
| 2007 | Vernor Vinge                   | Al final del arco iris                                | [ 39 ] |
| 2007 | Nick DiChario                  | A Small and Remarkable Life                           | [ 39 ] |
| 2007 | Karl Schroeder                 | Sun of Suns                                           | [ 39 ] |
| 2008 | Kathleen Ann Goonan*           | En tiempos de guerra                                  | [ 40 ] |
| 2008 | Michael Chabon                 | El sindicato de policía yiddish                       | [ 40 ] |
| 2008 | Ken MacLeod                    | The Execution Channel                                 | [ 40 ] |
| 2008 | Robert Charles Wilson          | Axis                                                  | [ 40 ] |
| 2008 | Matt Ruff                      | Bad Monkeys                                           | [ 40 ] |
| 2008 | Ian McDonald                   | Brasyl                                                | [ 40 ] |
| 2008 | Jeffrey Thomas                 | Deadstock                                             | [ 40 ] |
| 2008 | Brian W. Aldiss                | HARM                                                  | [ 40 ] |
| 2008 | Jay Lake                       | Mainspring                                            | [ 40 ] |
| 2008 | Sheri S. Tepper                | The Margarets                                         | [ 40 ] |
| 2008 | Nalo Hopkinson                 | The New Moon's Arms                                   | [ 40 ] |
| 2008 | Robert J. Sawyer               | Vuelta atrás                                          | [ 40 ] |
| 2008 | Rebecca Ore                    | Time's Child                                          | [ 40 ] |
| 2008 | José Carlos Somoza             | Zig Zag                                               | [ 40 ] |
| 2009 | Cory Doctorow*                 | Pequeño hermano                                       | [ 41 ] |
| 2009 | Ian R. MacLeod*                | Song of Time                                          | [ 41 ] |
| 2009 | James K. Morrow                | The Philosopher's Apprentice                          | [ 41 ] |
| 2009 | Neal Stephenson                | Anatema                                               | [ 41 ] |
| 2009 | Greg Bear                      | La ciudad al final del tiempo                         | [ 41 ] |
| 2009 | Nick DiChario                  | Valley of Day-Glo                                     | [ 41 ] |
| 2010 | Paolo Bacigalupi*              | La chica mecánica                                     | [ 42 ] |
| 2010 | Robert Charles Wilson          | Julian Comstock: A Story of 22nd-Century America      | [ 42 ] |
| 2010 | China Miéville                 | La ciudad y la ciudad                                 | [ 42 ] |
| 2010 | Bruce Sterling                 | The Caryatids                                         | [ 42 ] |
| 2010 | Kim Stanley Robinson           | Galileo's Dream                                       | [ 42 ] |
| 2010 | Paul J. McAuley                | Gardens of the Sun                                    | [ 42 ] |
| 2010 | Cory Doctorow                  | Makers                                                | [ 42 ] |
| 2010 | Nancy Kress                    | Steal Across the Sky                                  | [ 42 ] |
| 2010 | Iain M. Banks                  | Transition                                            | [ 42 ] |
| 2010 | Robert J. Sawyer               | WWW: Wake                                             | [ 42 ] |
| 2010 | Margaret Atwood                | El año del diluvio                                    | [ 42 ] |
| 2010 | Adam Roberts                   | Yellow Blue Tibia                                     | [ 42 ] |
| 2011 | Ian McDonald*                  | The Dervish House                                     | [ 43 ] |
| 2011 | Charles Yu                     | How to Live Safely in a Science Fictional Universe    | [ 43 ] |
| 2011 | Hannu Rajaniemi                | El ladrón cuántico                                    | [ 43 ] |
| 2011 | E. O. Wilson                   | Anthill: A Novel                                      | [ 43 ] |
| 2011 | Jean-Christophe Valtat         | Aurorarama                                            | [ 43 ] |
| 2011 | Connie Willis                  | El apagón / Cese de alerta                            | [ 43 ] |
| 2011 | Tom McCarthy                   | C                                                     | [ 43 ] |
| 2011 | Greg Bear                      | Hull Zero Three                                       | [ 43 ] |
| 2011 | Adam Roberts                   | New Model Army                                        | [ 43 ] |
| 2011 | Gavin Smith                    | Veteran                                               | [ 43 ] |
| 2011 | Sheri S. Tepper                | The Waters Rising                                     | [ 43 ] |
| 2011 | Jon Armstrong                  | Yarn                                                  | [ 43 ] |
| 2011 | William Gibson                 | Historia cero                                         | [ 43 ] |
| 2012 | Christopher Priest*            | The Islanders                                         | [ 44 ] |
| 2012 | Joan Slonczewski*              | The Highest Frontier                                  | [ 44 ] |
| 2012 | China Miéville                 | Embassytown                                           | [ 44 ] |
| 2012 | Lavie Tidhar                   | Osama                                                 | [ 44 ] |
| 2012 | Ernest Cline                   | Ready Player One                                      | [ 44 ] |
| 2012 | Kathleen Ann Goonan            | This Shared Dream                                     | [ 44 ] |
| 2012 | Will McIntosh                  | Apocalipsis suave                                     | [ 44 ] |
| 2012 | Michael Swanwick               | Dancing with Bears                                    | [ 44 ] |
| 2012 | Daniel H. Wilson               | Robopocalipsis                                        | [ 44 ] |
| 2012 | Gene Wolfe                     | Home Fires                                            | [ 44 ] |
| 2012 | Rob Ziegler                    | Seed                                                  | [ 44 ] |
| 2013 | Adam Roberts*                  | Jack Glass: The Story of a Murderer                   | [ 45 ] |
| 2013 | Iain M. Banks                  | The Hydrogen Sonata                                   | [ 45 ] |
| 2013 | Terry Bisson                   | Any Day Now                                           | [ 45 ] |
| 2013 | David Brin                     | Existence                                             | [ 45 ] |
| 2013 | Cory Doctorow y Charles Stross | The Rapture of the Nerds                              | [ 45 ] |
| 2013 | M. John Harrison               | Empty Space                                           | [ 45 ] |
| 2013 | Ken MacLeod                    | Intrusion                                             | [ 45 ] |
| 2013 | China Miéville                 | Railsea                                               | [ 45 ] |
| 2013 | Hannu Rajaniemi                | The Fractal Prince                                    | [ 45 ] |
| 2013 | Alastair Reynolds              | Blue Remembered Earth                                 | [ 45 ] |
| 2013 | Kim Stanley Robinson           | 2312                                                  | [ 45 ] |
| 2013 | John Varley                    | Slow Apocalypse                                       | [ 45 ] |
| 2013 | G. Willow Wilson               | Alif el invisible                                     | [ 45 ] |
| 2014 | Marcel Theroux*                | Strange Bodies                                        | [ 46 ] |
| 2014 | Max Barry                      | Lexicon                                               | [ 46 ] |
| 2014 | Stephen Baxter                 | Proxima                                               | [ 46 ] |
| 2014 | Dave Eggers                    | El círculo                                            | [ 46 ] |
| 2014 | Karen Joy Fowler               | We Are All Completely Beside Ourselves                | [ 46 ] |
| 2014 | Nicola Griffith                | Hild                                                  | [ 46 ] |
| 2014 | Wolfgang Jeschke               | The Cusanus Game                                      | [ 46 ] |
| 2014 | Ann Leckie                     | Justicia auxiliar                                     | [ 46 ] |
| 2014 | Phillip Mann                   | The Disestablishment of Paradise                      | [ 46 ] |
| 2014 | Paul J. McAuley                | Evening's Empires                                     | [ 46 ] |
| 2014 | Linda Nagata                   | The Red: First Light                                  | [ 46 ] |
| 2014 | Christopher Priest             | The Adjacent                                          | [ 46 ] |
| 2014 | Alastair Reynolds              | On the Steel Breeze                                   | [ 46 ] |
| 2014 | Kim Stanley Robinson           | Shaman                                                | [ 46 ] |
| 2014 | Charles Stross                 | Neptune's Brood                                       | [ 46 ] |
| 2015 | Claire North*                  | Las primeras quince vidas de Harry August             | [ 47 ] |
| 2015 | Nina Allan                     | The Race                                              | [ 47 ] |
| 2015 | James L. Cambias               | A Darkling Sea                                        | [ 47 ] |
| 2015 | William Gibson                 | The Peripheral                                        | [ 47 ] |
| 2015 | Daryl Gregory                  | Afterparty                                            | [ 47 ] |
| 2015 | Dave Hutchinson                | Europe In Autumn                                      | [ 47 ] |
| 2015 | Simon Ings                     | Wolves                                                | [ 47 ] |
| 2015 | Cixin Liu                      | El problema de los tres cuerpos                       | [ 47 ] |
| 2015 | Emily St. John Mandel          | Station Eleven                                        | [ 47 ] |
| 2015 | Will McIntosh                  | Defenders                                             | [ 47 ] |
| 2015 | Laline Paull                   | The Bees                                              | [ 47 ] |
| 2015 | Adam Roberts                   | Bête                                                  | [ 47 ] |
| 2015 | John Scalzi                    | Lock In                                               | [ 47 ] |
| 2015 | Andy Weir                      | El marciano                                           | [ 47 ] |
| 2015 | Jeff VanderMeer                | Aniquilación                                          | [ 47 ] |
| 2015 | Peter Watts                    | Echopraxia                                            | [ 47 ] |
| 2016 | Eleanor Lerman*                | Radiomen                                              | [ 48 ] |
| 2016 | Kim Stanley Robinson           | Aurora                                                | [ 48 ] |
| 2016 | Nnedi Okorafor                 | The Book of Phoenix                                   | [ 48 ] |
| 2016 | Dave Hutchinson                | Europe at Midnight                                    | [ 48 ] |
| 2016 | James K. Morrow                | Galapágos Regained                                    | [ 48 ] |
| 2016 | Linda Nagata                   | Going Dark                                            | [ 48 ] |
| 2016 | Ian McDonald                   | Luna. Luna nueva                                      | [ 48 ] |
| 2016 | Neal Stephenson                | Seveneves                                             | [ 48 ] |
| 2016 | Adam Roberts                   | The Thing Itself                                      | [ 48 ] |
| 2016 | Paolo Bacigalupi               | Cuchillo de agua                                      | [ 48 ] |
| 2016 | Kit Reed                       | Where                                                 | [ 48 ] |